# Educación infantil en España

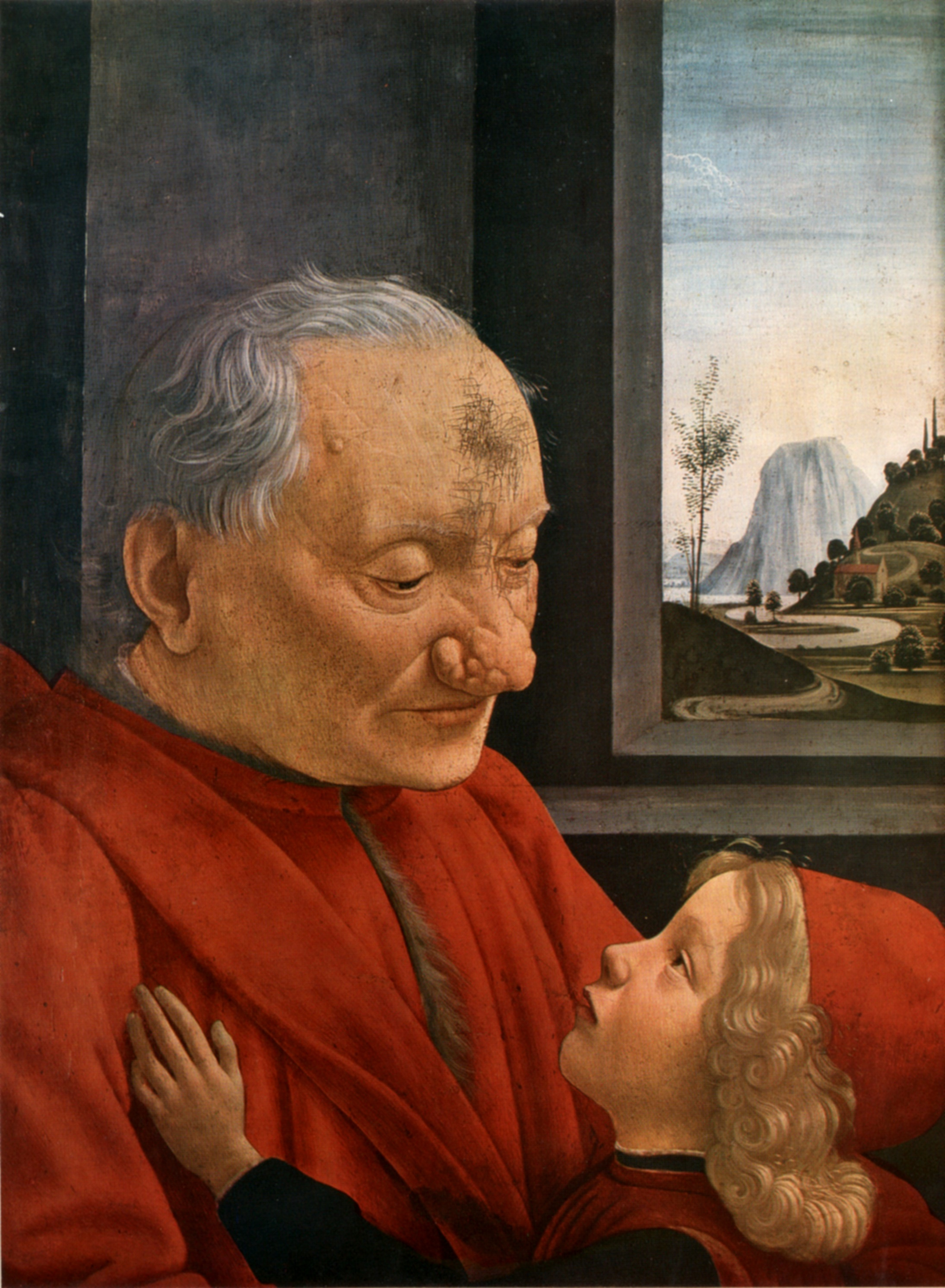
El hombre transmite la cultura al niño.

La Educación Infantil es el primer nivel en el sistema educativo español. Precede a la Educación Primaria, también llamada educación básica. Se legislan sus enseñanzas a partir de la Ley Orgánica 2/2006, de 3 de mayo, de Educación, conocida popularmente como LOE.
Surgió en la década de 1990, cuando las nuevas reformas de la LOGSE establecieron la necesidad de ampliar la educación formal a la población de hasta seis años de edad, aunque esta no fuese de carácter obligatorio. Para ello, se sustentó en la pedagogía progresista de autores como Célestin Freinet u Ovide Decroly conocida como Escuela Nueva.
Su objetivo principal es «contribuir al desarrollo físico, afectivo, social e intelectual de los niños» (LOE Art. 12.2) y parte de una serie de principios elementales, cuya importancia queda señalada en el Artículo 14 de LOE.
- El enfoque globalizador.[5] Este se convierte en eje vertebrador de esta etapa por adaptarse a la manera en que descubre y conoce el alumnado de estas edades la realidad circundante. El niño conoce el mundo que le rodea de manera global, por lo que la etapa de Educación Infantil partirá de esta premisa para ayudarle en su desarrollo integral.
- Las actividades lúdicas como motor de desarrollo humano. Se propone no separar juego de trabajo porque el juego en sí mismo es una de las mejores formas que tiene el niño de aprender.
- El principio de actividad.[6] Se partirá de la propia acción del niño tanto física como mental para así contribuir a la construcción de aprendizajes. El niño aprende haciendo, por lo que se le deberá dotar de situaciones variadas en las que este tenga que actuar.
- El principio de afectividad. El niño en esta etapa educativa se encuentra en pleno desarrollo de su autoestima y afectividad por lo que será necesario dotarle de un clima de bajo riesgo afectivo y con un alto grado de seguridad para así, ayudarle en su desarrollo.
- Los espacios y tiempos dentro del escenario educativo. La acción educativa se puede producir en cualquier momento o espacio, por lo que será muy importante tener en cuenta estos dos parámetros y realizar una buena planificación de estos, para así realizar una buena intervención educativa.
- La motivación. Será un aspecto fundamental para conseguir el aprendizaje significativo de los discentes. El aprendizaje se producirá cuando exista una motivación por aprender, por lo que será fundamental despertar en los niños el interés a través de diferentes actividades, juegos, etc.
- La socialización. La escuela deberá ser un espacio en el que el niño conviva, aprenda con los demás y a través de los demás.
- Promover aprendizajes significativos en el alumnado y partiendo de las ideas que ya poseen. Por ello es esencial conocer el pasado pedagógico de cada alumno y saber cómo va a enfrentarse a cada nuevo aprendizaje.
- La importancia de la atención a la diversidad (sobre todo en sociedades como las actuales) y la coordinación con las familias.

Con la promulgación de la siguiente ley a la LOGSE, la Ley Orgánica de Calidad de la Educación, esta etapa no sufriría cambios significativos exceptuando en el primer ciclo (que perdía gran parte de su carácter educativo primando lo asistencial y denominándose "Educación preescolar"). La Educación Infantil pasaría a ser una etapa de ciclo único en la que se enfatiza el aprendizaje de la lectoescritura, las destrezas matemáticas, el uso de las Tecnologías de la Información y de la Comunicación y la iniciación a partir de los cinco años en lengua extranjera. Tras su derogación, la LOE retomó la estructura original de la etapa pero se mantuvo el énfasis en la lectoescritura y las competencias en TIC y lengua extranjera.

## Estructura
Se legislan sus enseñanzas a partir de la Ley Orgánica de Educación (LOE) en los siguientes títulos y artículos:
- Título I capítulo I, artículos 12, 13, 14 y 15.
- Título III, capítulo II, artículo 92 (sobre el profesorado especialista en las enseñanzas de la Educación infantil).

A partir de la LOE el Real Decreto 1630/06 de 29 de diciembre regula las enseñanzas mínimas del segundo ciclo de infantil en todo el Estado y es completado por los distintos decretos de educación infantil de las comunidades autónomas con competencias en educación. El Real Decreto 1630/06 deroga el Real Decreto 1330/91, el Real Decreto 828/2003, el Real Decreto 2438/1994 y todas las leyes de igual o inferior rango. Se está desarrollando una nueva propuesta de Real Decreto para el primer ciclo.
La Educación Infantil considera al niño como un ser con características especiales y propias en una etapa particular de desarrollo siguiendo dos estadios: el sensoriomotor (0-2 años de edad) y el preoperacional (2- 6/7 años de edad). Así lo ponen en valor como un ser unitario biológica, psíquica y socialmente, diferente e irrepetible, que está en veloz y continuo desarrollo, que dentro de su desarrollo construye de manera activa y que es sexuado. Todo ello contrasta con las consideraciones tradicionales que se hacían del niño pequeño.
Propósitos:
1) Ser persona y sujeto social.
2) Saber respetar y valorar el orden constitucional y la vida democrática.
3) Saber respetar los derechos humanos y conservar el medio ambiente.
4) Saber razonar y actuar normalmente.
Estos contenidos están orientados a los alumnos para que construyan activamente las capacidades intelectuales para operar sobre símbolos, ideas, imágenes, representaciones, conceptos y otras abstracciones que constituyan en el campo del saber y del saber razonar. También se ha tenido en cuenta el saber hacer, es decir aquellas capacidades que apoyándose en conocimientos intelectuales y valorativos se despliegan en habilidades comunicativas, tecnológicas y de organización. Y como base de todo ello los contenidos que promueven el desarrollo de los valores y actitudes, lo que podemos denominar «el saber del ser».
De esta manera el saber, saber razonar y saber ser, organizan la propuesta de los contenidos conceptuales, procedimentales y actitudinales para el desarrollo de las capacidades personales y sociales que la escuela debe promover para permitir a los jóvenes participar como miembros plenos de una sociedad que, junto con ellos, recupera y mejora la calidad de vida de todos sus miembros.

## Aprendizaje infantil
Las personas cuentan con dos sistemas para reunir o sintetizar la información que recibe de su entorno. El primero se ocupa de los rasgos universales la sociedad, el mundo y la ecología; el segundo consiste en la manera de solucionar los problemas, de su vida cotidiana, de forma consciente y que permite apreciar muchos de los cambios sutiles de ambiente. Enfocado en esto, los sistemas educativos pueden solventar la brecha que existe entre la predisposición cognitiva innata de los alumnos y los objetivos de la institución educativa o los tutores responsables de los infantes.
Desde el nacimiento, los bebés poseen una predisposición a atender de manera más eficaz a los estímulos visuales simples, con semejanzas al rostro humano. Estos rasgos físicos captan su atención, lo cual desarrolla más fácilmente el vínculo materno y paterno filial. Estos elementos resultan de crucial importancia para la supervivencia y a lo largo de miles de generaciones se mantienen inalterados y son un punto de anclaje para la cognición humana; pues se encargan de mantener expectantes a los niños hacia los aspectos predecibles de la vida y permiten sintetizar y procesar la información de manera automática.
Los humanos necesitan enfrentarse a los cambios repentinos del medio (cuando las perspectivas reproductivas o de supervivencia del individuo corren peligro) de manera creativa, es entonces cuando el sistema automático puede transformarse en un obstáculo y el individuo se ve obligado a resolver estas problemáticas de manera consiente.

## El niño del periodo de 0-6 años

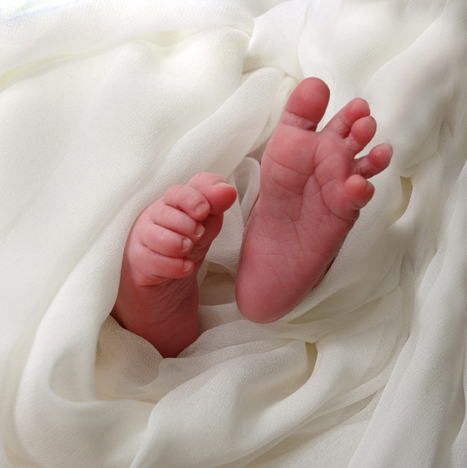
El bebé nace dotado de reflejos innatos que le ayudan a sobrevivir. Con el paso del tiempo los movimientos se convertirán en conscientes.

La especificidad de la infancia como etapa de la vida del ser humano ha puesto de manifiesto la necesidad de estudiarla. Así, se[¿quién?] ha establecido al niño en su primera infancia como una persona con una serie de capacidades encaminadas al desarrollo y, por lo tanto, con un altísimo valor desde el punto de vista de la psicopedagogía. Si bien es esencial entender este desarrollo como un proceso constructivo en el que el papel del niño es activo no se puede olvidar que la estimulación física y social de adultos e iguales va a promover este desarrollo.[cita requerida]
Al nacer, la cría humana se encuentra más desvalida y menos desarrollada que en el resto de los mamíferos. La herencia y el calendario evolutivo de nuestra especie es el punto de partida que posibilita el desarrollo humano. Así, el bebé nace dotado de reflejos innatos que el tiempo, y sobre todo, la estimulación e interacciones con los demás va a convertir poco a poco en movimientos voluntarios. Muchas serán las capacidades que se desarrollarán a lo largo de estos primeros años y algunas serán esenciales como el lenguaje y la capacidad de simbolización. Estas comenzarán a aparecer cuando el niño vive exclusivamente en familia y continuarán afianzándose o ampliándose a lo largo de la primera escolaridad del niño.
Por ello, la estimulación que puedan dar los padres, los iguales y los educadores en estas edades va a mediatizar el correcto asentamiento de las capacidades. Numerosos estudios demuestran que las experiencias de los primeros cinco años de vida son las que marcan el desarrollo cognitivo e intelectual a lo largo de la vida.
A partir de ello, psicólogos y educadores han caracterizado al niño como persona que constituye una unidad integrada en todas sus facetas. Pero más allá de ello se le considera como un ser único y diferente de los demás, que a lo largo de su infancia va a estar en desarrollo continuo, con capacidad para intervenir en su entorno físico y social y por lo tanto para construir. Su dimensión sexual también es contemplada.
En los últimos años,[¿cuándo?] ha habido un incremento enorme en el conocimiento científico sobre los niños y en la forma en lo que estos aprenden. Este nuevo conocimiento anima a los profesionales de la educación a ver a los niños de forma diferente y al darse cuenta de que son más capaces de aprender a una edad temprana.
Con esto, el público reconoce cada vez más la necesidad de fomentar el aprendizaje y el desarrollo integral desde temprana edad. En esta misma línea, hoy en día se está comenzando a dar gran importancia a la aplicación de programas de Estimulación temprana para estimular el desarrollo de capacidades en los más pequeños desde los primeros meses de vida. Se considera que la estimulación puede comenzar a fomentarse incluso antes de que el bebé nazca, lo cual se conoce como Estimulación prenatal.
En España, se divide la educación infantil en dos ciclos. Las características principales del alumnado son:

### Primer ciclo (0-3 años)
Este periodo es fundamental para el desarrollo de los niños, puesto que en él se producen hitos muy importantes en su desarrollo (comienza a andar, tienen lugar sus primeras palabras, se crea apego...).
El niño comienza a adquirir una importante autonomía motora sobre todo al finalizar el ciclo. El incremento del tono muscular y la maduración del cerebro permiten la maduración de la conducta, que se manifiesta en el inicio de la locomoción. Domina las reglas de comunicación verbal pues ha desarrollado su capacidad simbólica. El lenguaje permite que las relaciones con los demás niños y adultos se amplíen sustancialmente. Los hábitos adquiridos en casa y en el centro se van afianzando.
El logro más claro de este momento es, el pasaje de los reflejos innatos a la conducta intencional. También se registra una progresiva construcción de esquemas de acción y su aplicación a la resolución de situaciones nuevas.

### Segundo ciclo (3-6 años)
El niño ya comienza a ser autónomo y continúa su período de adaptación, tan importante para su bienestar en la escuela. Dicho período de adaptación necesita trabajarse de los 0 a los 6 años pero es en el Segundo Ciclo (3-6 años) cuando más se debe trabajar dentro del contexto escolar. Los niños y niñas al separarse de sus figuras de apego (normalmente sus padres, aunque puede ser cualquier persona que haya pasado mucho tiempo con el niño y hay creado este vínculo) se sienten desubicados, pueden sentir abandono, tristeza..., por ello es un aspecto atendido en las escuelas; en el planteamiento de medidas para el período de adaptación hay que tener en cuenta dos vertientes: medidas para los alumnos y medidas para los familiares.
Con respecto al lenguaje, este se ha consolidado y gracias a él puede regular su conducta y descentrarse de lo inmediato. Las relaciones con los demás han posibilitado que la imagen que tiene de sí mismo y la autoestima se desarrollen. Por esta razón, el despegue del niño suele producirse ya en torno a los tres años de edad, con el frecuente ingreso en este ciclo. Así, se producen avances en la mayor parte de aspectos mentales del niño (lenguaje sobre todo, pero también expresión, autonomía general, psicomotricidad, imagen corporal, lateralidad, aptitudes relacionales…) que comenzarán a afianzarse con el trato igualitario con los compañeros de clase y una intervención pedagógica adecuada. Por lo tanto, la función principal del centro de Educación Infantil será la de estimular este desarrollo del niño en todas sus potencialidades, tanto las capacidades, como la moral autónoma y los hábitos.

## Estructura
Se constituye de dos ciclos educativos de tres cursos académicos cada uno, que se denominan:
- Primer ciclo (0-3 años, impartido en escuelas infantiles), y que aún no es ofertada por el MECD por la dificultad de su implantación en centros ordinarios.[13] El acceso a este ciclo no es gratuito.
- Segundo ciclo (3-6 años, impartido en centros de educación infantil o centros de educación infantil y primaria), ofertada de manera gratuita por el MEC y las diferentes comunidades autónomas españolas.

En ambos ciclos se atenderá al desarrollo del movimiento y al control corporal, a las diversas formas de comunicación y representación, al lenguaje y a pautas de relación social. Además de al descubrimiento de las características físicas y sociales del medio circundante.
Será de vital importancia, ayudar a los niños a que elaboren una imagen de sí mismos equilibrada y positiva, adquiriendo de manera progresiva autonomía personal.

### Objetivos

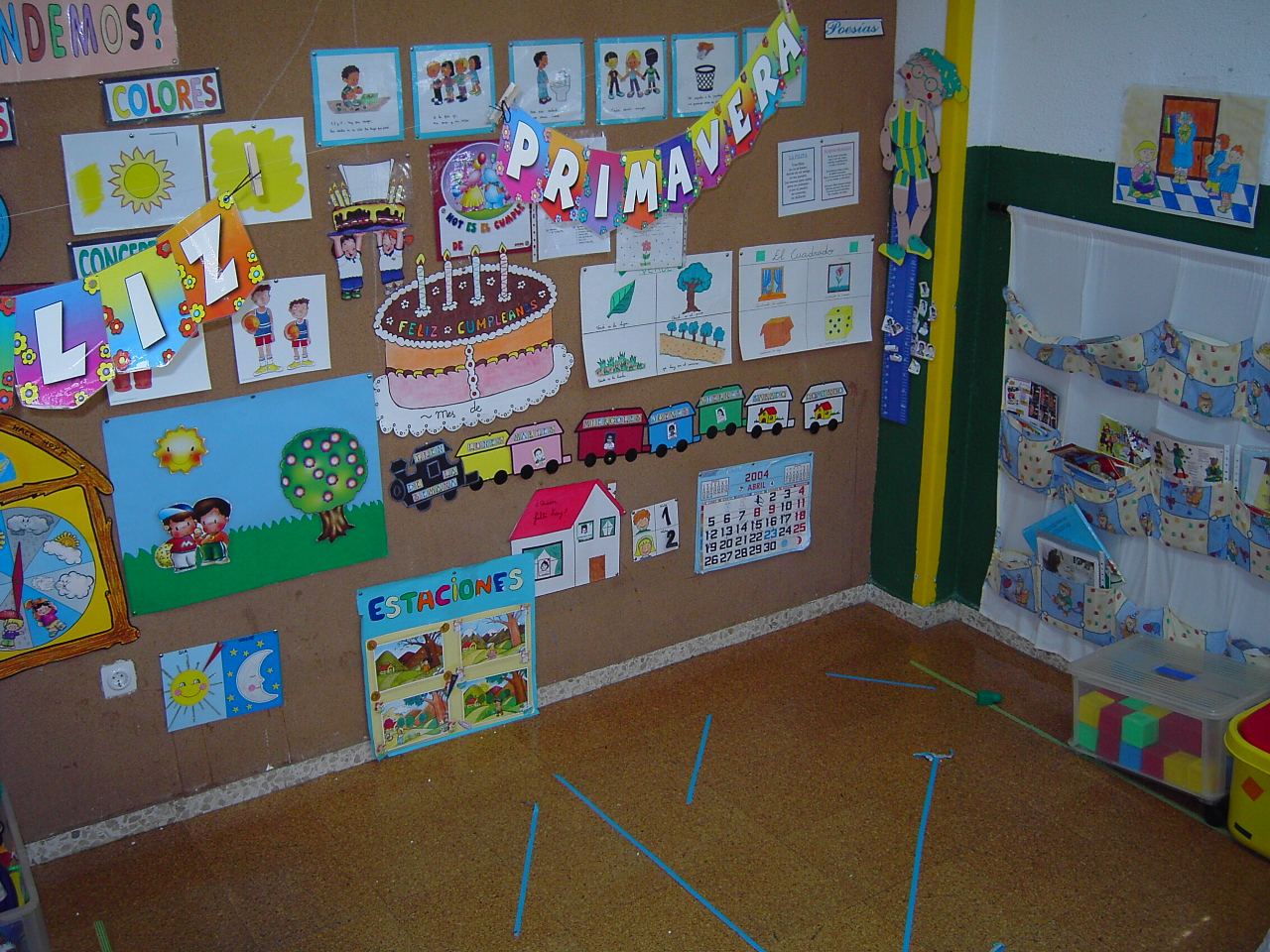
Rincón de la asamblea. A inicios del día el alumnado se reúne en este espacio para tomar decisiones y trabajar diferentes rutinas.

Los objetivos marcados tanto en la LOE como en el RD 1630/06 se enmarcan en el denominado primer nivel de concreción curricular; estos son objetivos base desde los que partir y que sirven de guía para poder ser desarrollados en el segundo, tercer e incluso cuarto nivel de concreción (centro, aula y alumno en particular).
El Real Decreto 1630/06 establece como su objetivo principal el «Lograr un desarrollo integral y armónico de la persona en los distintos planos: físico, motórico, emocional, afectivo, social y cognitivo y procurar los aprendizajes que contribuyen y hacen posible dicho desarrollo». Esta caracterización de los objetivos los convierten en guía y medio orientador para conseguir los aprendizajes del alumnado: los objetivos no son cerrados, definitivos u observables sino las intenciones pedagógicas y las capacidades que se espera que el alumnado desarrolle al final de esta etapa. Por ello son abiertos y flexibles y, por tanto, concretables a cualquier realidad y contexto educativo, desde el Estado al mismo aula o alumno.
Los objetivos generales que establece este Real Decreto (artículo 3) son:
1) Conocer su propio cuerpo y el de los otros, sus posibilidades de acción y aprender a respetar las diferencias.
2) Observar y explorar su entorno familiar, natural y social.
3) Adquirir progresivamente autonomía en sus actividades habituales.
4) Desarrollar sus capacidades afectivas.
5) Relacionarse con los demás y adquirir progresivamente pautas elementales de convivencia y relación social, así como ejercitarse en la resolución pacífica de conflictos.
6) Desarrollar habilidades comunicativas en diferentes lenguajes y formas de expresión.
7) Iniciarse en las habilidades lógico-matemáticas, en la lectoescritura y en el movimiento, el gesto y el ritmo.
El enfoque globalizador por la que opta implica que no se estructure por disciplinas o materias sino por los denominados «ámbitos de experiencia» o «áreas», que son, a su vez, tres:
- Área 1 «Conocimiento de sí mismo y autonomía personal».
- Área 2 «Conocimiento del entorno».
- Área 3 «Lenguajes: Comunicación y representación».

A partir de esta propuesta las distintas comunidades autónomas con competencia en educación ofrecen a través de sus diferentes decretos y órdenes una distribución de los contenidos que puede diferir en algunos aspectos. A modo de ejemplo en Andalucía el Decreto 428/2008 de 29 de julio y la Orden de 5 de agosto de 2008 ofrecen la siguiente distribución con algunas diferencias en la organización del currículo de infantil:
- «Conocimiento de sí mismo y autonomía personal». Con objetivos específicos y los bloques de contenido para cada ciclo de «La identidad personal, el cuerpo y los demás» y «Vida cotidiana, autonomía y juego».
- «Conocimiento del entorno». Con objetivos específicos y los bloques de contenido para cada ciclo de «Medio físico: elementos, relaciones y medidas. Objetos», «Acercamiento a la naturaleza» y «Vida en sociedad y cultura».
- «Lenguajes: Comunicación y representación». Con objetivos específicos y los bloques de contenido para cada ciclo de «Lenguaje corporal», «Lenguaje verbal» y «Lenguaje artístico».

## Ciclos
Aunque se trata de una misma etapa escolar, las enormes diferencias que se dan en el desarrollo del niño a estas edades hacen que existan algunas diferencias a la hora de abordar la programación en cada uno de los dos ciclos de Educación Infantil.

### Primer ciclo (0-3 años)
Aunque desde instituciones como la Unión Europea se ha pretendido repetidamente incrementar la escolarización a edades tempranas, en España siendo la tasa en el segundo ciclo mayor que la media europea, en edades menores correspondientes al primer ciclo es relativamente baja, con un 27 % en 2007. Si bien la LOGSE implantó en el Estado este ciclo pero no lo desarrolló, la posterior LOCE supuso un retroceso para ello al reconvertirlo en etapa no educativa sino meramente asistencial, etapa-ciclo que se ha recuperado con la LOE. Los centros que imparten el primer ciclo de la etapa, competencia de la correspondiente Consejería de Igualdad y Bienestar Social, en algunas comunidades han sido transferidos a Educación, como la comunidad autónoma de Andalucía. En la misma existirían dos tipos de centros: Escuelas de Educación Infantil (de titularidad pública) y Centros de Educación Infantil (de titularidad privada). La inmensa mayoría de estos centros están convenidos, dada la demanda de plazas, creciente cada año y el compromiso al respecto de la Administración Educativa Andaluza en desarrollo de políticas efectivas de conciliación de la vida laboral y familiar.
En el caso de otras comunidades autónomas como la Comunidad de Madrid, se ha establecido una normativa para esta franja educativa. Esta es:
- El Decreto 17/2008, del 6 de marzo, del Consejo de Gobierno, por el que se establece para la Comunidad de Madrid las enseñanzas de Educación Infantil.
- El Decreto 18/2008, del 6 de marzo, del Consejo de gobierno, por el que se establecen los requisitos mínimos de los centros que imparten el primer ciclo de Educación Infantil en el ámbito de la Comunidad de Madrid.
- El Decreto 36/2022, de 8 de junio, del Consejo de Gobierno, por el que se establece para la Comunidad de Madrid la ordenación y el currículo de la etapa de Educación Infantil.
La finalidad del primer ciclo de Educación Infantil es dar respuesta a las necesidades de los niños y de las familias para que estas puedan conciliar la vida laboral y familiar y sus hijos adquieran hábitos y destrezas.
El primer ciclo de Educación Infantil tiene unas características diferenciadoras respecto al segundo ciclo como son:
.- Los aspectos organizativos del centro estarán en consonancia con las necesidades que tienen los niños en esta franja educativa y por tanto, se adecuará al ritmo de cada  niño.
.- Las rutinas constituirán un eje globalizador, ya que los niños en estas edades manifiestan  una gran cantidad de necesidades biológicas a las que hay que dar respuesta.

### Segundo ciclo (3- 6 años)
En la actualidad, el segundo ciclo se imparte en centros propios o compartidos con primaria (CEIPs o centros de educación infantil y primaria). Son dependientes del MEC o las consejerías de educación de cada comunidad autónoma.
En realidad, las diferencias técnicas con la programación en el primer ciclo no deben ser muchas. Sí es preciso partir de un conocimiento preciso del alumnado de esta etapa (siguiendo la diferenciación que establecía Jean Piaget en estadios de desarrollo, el alumnado del segundo ciclo abarca a niños de los subperiodos simbólico-preconceptual e intuitivo), por lo que la programación debe ir en función de las características psicoevolutivas. Otro aspecto importante, es que la programación ha de partir de los principales documentos del centro, como son el Proyecto de Centro y la Propuesta Pedagógica para esta etapa educativa según establece la LOE.

## Renovación
Su fundamentación psicopedagógica ofrece una nueva visión del niño y de sus potencialidades educativas. Para ello, esta reforma reformó considerablemente la educación con la introducción en el currículo de aspectos como el trabajo por rincones y por talleres o la selección de contenidos conceptuales, procedimentales y actitudinales. Pese a tratarse como renovadora, esta práctica educativa se sustenta en las propuestas de autores del siglo XIX y principios o mediados del XX pertenecientes a las Escuelas Nueva y Moderna y también a los Movimientos de Renovación Pedagógica existentes en la actualidad.

### Metodología
No existe una metodología universal, sino que la metodología de cada profesor/a es diferente. Como dice Zabalza la metodología debe ofrecer experiencias y actividades que contribuyan a cumplir el propósito planteado.
Los  elementos que configuran la metodología son: Las decisiones que afectan a elementos personales, físicos y  materiales. El protagonismo de los niños y niñas, el modo en que se agrupan, la organización de  los espacios y de los tiempos, la selección de recursos y materiales, las situaciones de  aprendizaje, actividades y secuencias didácticas que se propongan, el papel de los educadores,  la interacción de la escuela con la familia y con otros estamentos sociales.

### El aula
Aunque no se trata del único espacio educativo, el aula es el más importante de ellos al desarrollarse en ella la mayor parte de actividades, siendo esta un escenario de acción y el lugar donde del alumnado permanece la mayor parte del tiempo. Las señas de identidad de un maestro y de un centro se van a concretar y explicitar en la organización de este espacio que debe aparecer supeditado tanto alumnado como al modelo educativo que se desea establecer.
En general el aula debe ofrecer:
- Ambiente estimulante, limpio y ordenado que permita al niño sentirse cómodo y abierto al proceso educativo. El propiciar la actividad debe ser uno de los objetivos máximos en la organización de este espacio.
- Que permita diversos agrupamientos y momentos, según las necesidades del alumnado.
- Que posibilite la autonomía y autogestión del grupo.
- Un espacio que posibilite la asamblea y el establecimiento de normas comunes.
- Diversidad de recursos al alcance del alumnado

### Unidades de programación infantil

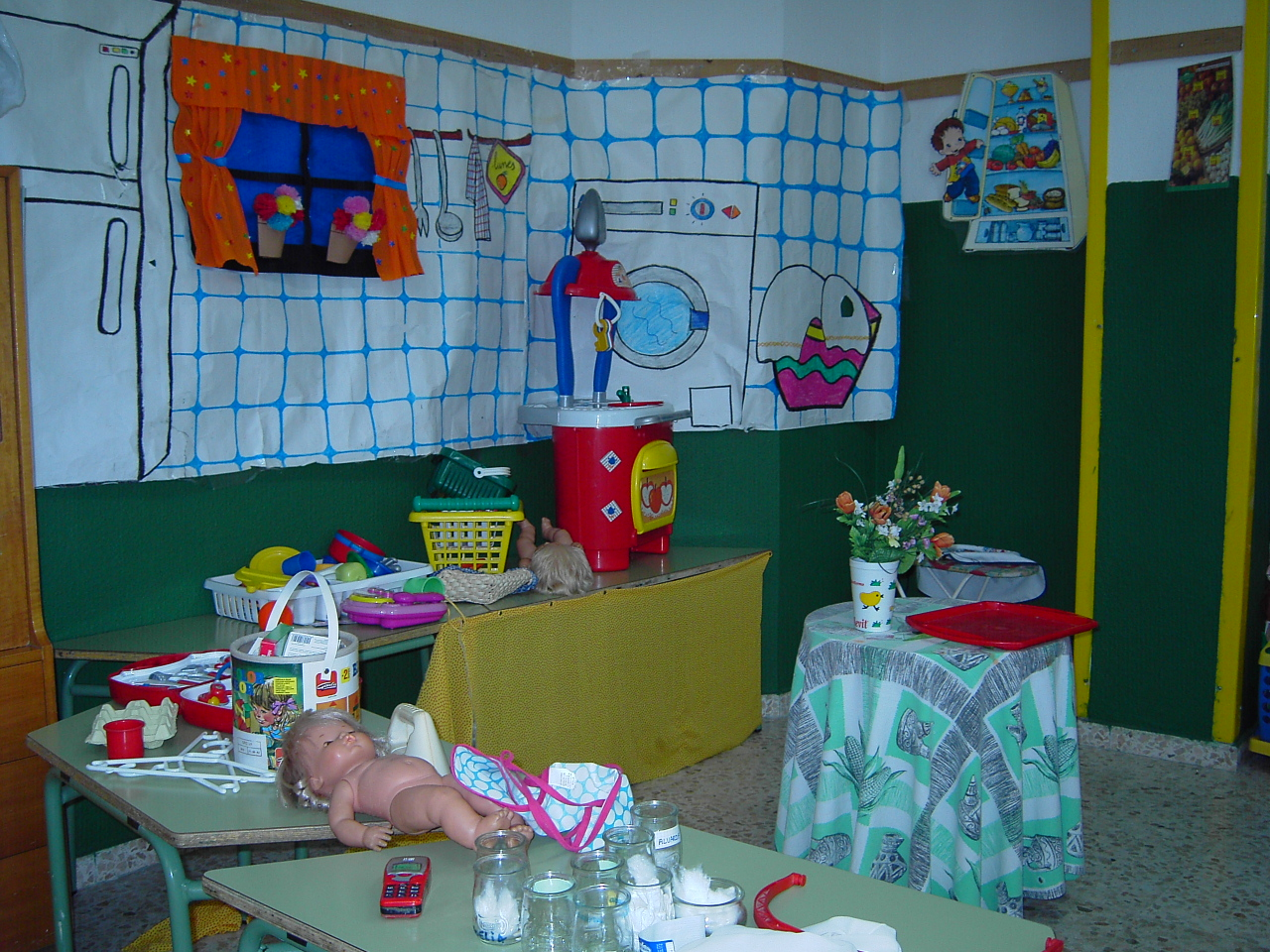
Rincón de la cocinita. Se suele trabajar como un espacio de educación no sexista.

La etapa de Educación Infantil trabaja con disposiciones organizativas diferentes a las de otras etapas de enseñanza (quizá solo esta y educación primaria trabajen de esta manera). Dos de ellas son la organización del aula por rincones de juego y el trabajo por talleres.
- Los rincones:[21] el trabajo por rincones en el aula es una forma de organización que permite en el alumnado el desarrollo de hábitos elementales de trabajo, el establecimiento y cumplimiento de normas y —ante todo— el desarrollo de su autonomía. Esta metodología se basa en los modelos o paradigmas ecológicos de autores como Doyle o Bronfenbernner. Para ello el aula se divide en varios espacios de trabajo preorganizados por el maestro y que previa elaboración de normas de uso los propios niños administran. Ejemplos de rincones comunes en esta etapa pueden ser: la cocinita, la tienda, las construcciones, la biblioteca de clase, la asamblea, lógica-matemática, observación, rincón del inventor... y cualesquiera que puedan adaptarse a las necesidades e intereses del alumnado.
- Los talleres:[22] es otra forma de organización en la que prima el trabajo colectivo y dinamizado por adultos o niños mayores. Periódicamente se dedican tiempos en el aula para la realización de talleres en el que se van a poner en práctica diversas técnicas con la ayuda del profesorado, familias, especialistas o alumnado de mayor edad. La colaboración, entonces, es esencial en este tipo de organización. Los talleres podrán ser: nivelares (alumnado de la misma edad) o internivelares (mezclando diferentes edades en cada grupo) y fijos o rotativos en el tiempo. Ejemplos de talleres típicos en la programación pueden ser: taller de cocina, de música, de construcción con material reciclado, de decoración...
- Los proyectos: en este tipo de metodología los niños aprenden a través de la experimentación y partiendo de sus propios intereses. Podemos definir un proyecto como un plan de trabajo o un conjunto de tareas libremente elegido por los niños con el fin de realizar algo en lo que están interesados y cuyos contenidos básicos surgen de la vida en la escuela, generando aprendizajes significativos y funcionales. La función principal del proyecto es la de activar el aprendizaje de habilidades y contenidos a través de una enseñanza socializada.
- Las unidades didácticas: una unidad didáctica es la intervención de todos los elementos que intervienen en el proceso de enseñanza-aprendizaje (objetivos, contenidos, metodología) con una coherencia metodológica interna y por un periodo de tiempo determinado. Estas unidades ayudan a planificar y organizar el proceso de enseñanza-aprendizaje que se quiere desarrollar, además de para reflexionar sobre la práctica docente.

### Los temas transversales
Además de los conocimientos de diversas disciplinas clásicas hay ciertas cuestiones en la época actual que reclaman una atención prioritaria como la violencia, las desigualdades, los valores éticos, el medio ambiente o hábitos de salud. En el currículum de Educación Infantil (además de en Primaria y Secundaria) se acuñó el nombre de ejes o temas transversales para tratar estos temas de una forma nueva, que impregnasen todo el complejo proceso educativo. Los denominados generalmente como «Temas transversales» o conocidos como Educación en Valores, pueden variar de una a otra comunidad autónoma, pero el Ministerio de Educación y Ciencia propone los siguientes:
- Educación ambiental.
- Educación para la paz.
- Educación del consumidor y usuario.
- Educación vial.
- Educación para la igualdad de oportunidades entre sexos o coeducación y educación sexual (en esta etapa aparecen integrados en un único eje).
- Educación para la salud.
- Educación moral y cívica.
- Cultura local de cada comunidad autónoma.

Con la implantación de la L.O.E. se evoluciona en la transversalidad continuando en la idea de que la escuela siga adaptándose a las demandas y problemas que genera la sociedad.

### Competencias básicas
Según la normativa vigente en educación infantil se trabaja por objetivos y no por competencias se debe potenciar el aprendizaje funcional, un aprendizaje para la vida en la que los niños y niñas sean capaces de desenvolverse en la sociedad en la que viven. Las competencias básicas, pasan a llamarse competencias clave en la nueva Ley Orgánica 8/2013 de 9 de diciembre, para la Mejora de la Calidad Educativa, competencias clave, las cuales son:  
- Comunicación lingüística
- Competencia matemática y competencias básicas en ciencia y tecnologías
- Competencia digital
- Aprender a aprender
- Competencias sociales y cívicas
- Sentido de iniciativa y espíritu emprendedor
- Conciencia y expresiones culturales

## Formación y expectativas

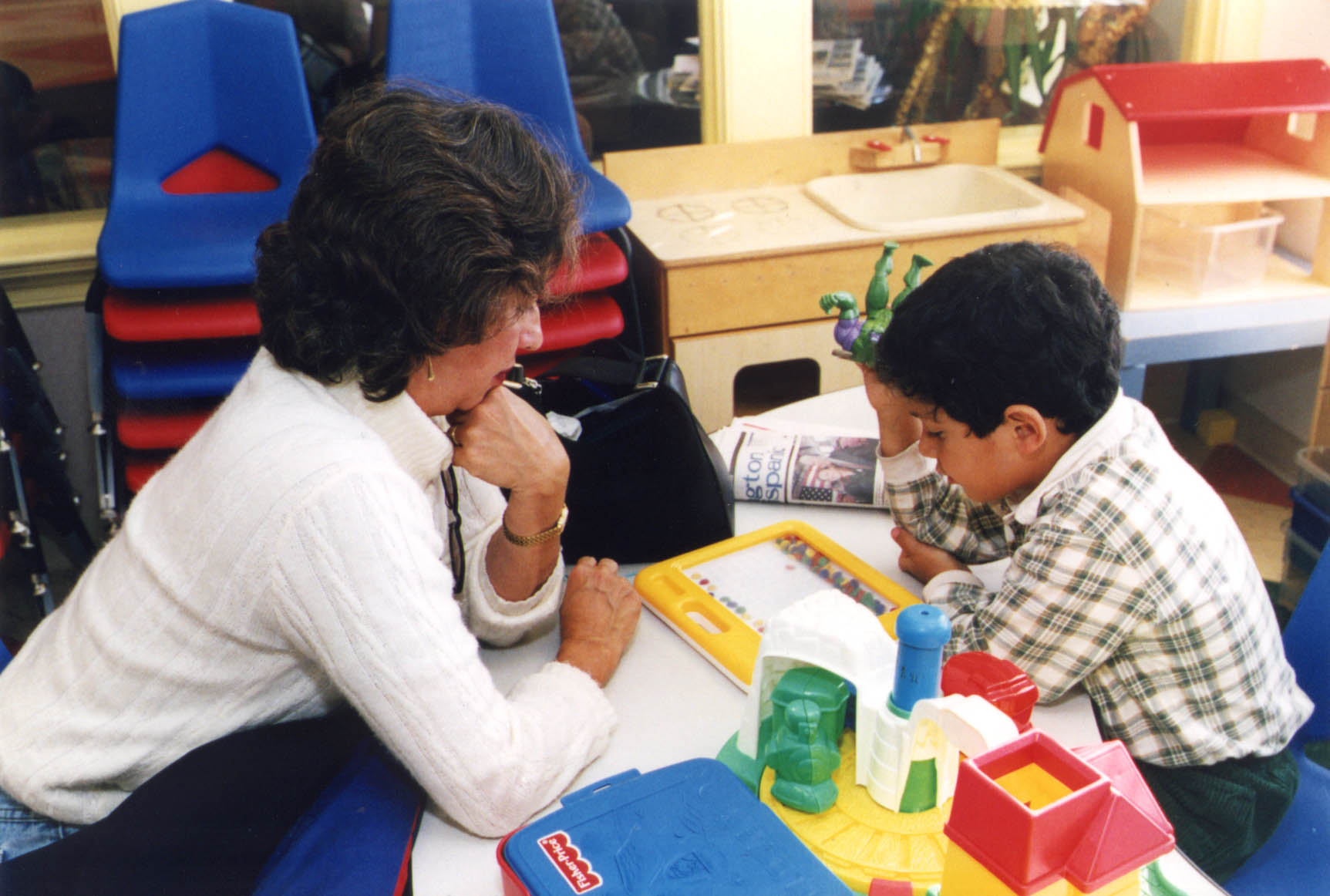
Maestra en un aula de infantil.

El docente especialista en Educación Infantil (segundo ciclo) debe poseer la Diplomatura en Magisterio homologada por el MEC o las comunidades autónomas.
Para atender de forma educativa a los niños en contextos no formales de 0 a 6 años (ludotecas, granjas-escuelas, etc.) y en contextos formales durante el primer ciclo  (escuelas infantiles, casas de niños, centros de acogida, etc) es necesario estar en posesión del Título de Técnico Superior en educación Infantil o el Título de Magisterio en Educación Infantil.
Además de ello, la formación continua del profesorado es esencial para garantizar la especialización en una etapa educativa muy sensible a todos los cambios sociales. Los centros de profesorado son los encargados de ofertar en primera instancia esa formación a lo que se le suman grupos de trabajo desde el mismo centro o formación específica que se oferte exteriormente. 
No hace tantos años, la educación infantil era considerada como una etapa asistencial, donde los niños iban a que les "cuidasen", y no se tomaba conciencia de la importancia de esta etapa a nivel educativo. Aunque aun es corriente la percepción familiar que la confunde con la antigua etapa educativa española de preescolar (en la que las capacidades asistenciales del profesorado primaban sobre las educativas) las familias de hoy demandan un mayor componente educativo en la educación de sus hijos. Esto se debe a que la sociedad es ya más sensible a las capacidades educativas del alumnado de entre tres y seis años, a las posibilidades de los nuevos métodos puestos en práctica en los últimos años y a la inclusión de esta etapa en los centros que también imparten la Educación Primaria Obligatoria.

## Relaciones con las familias

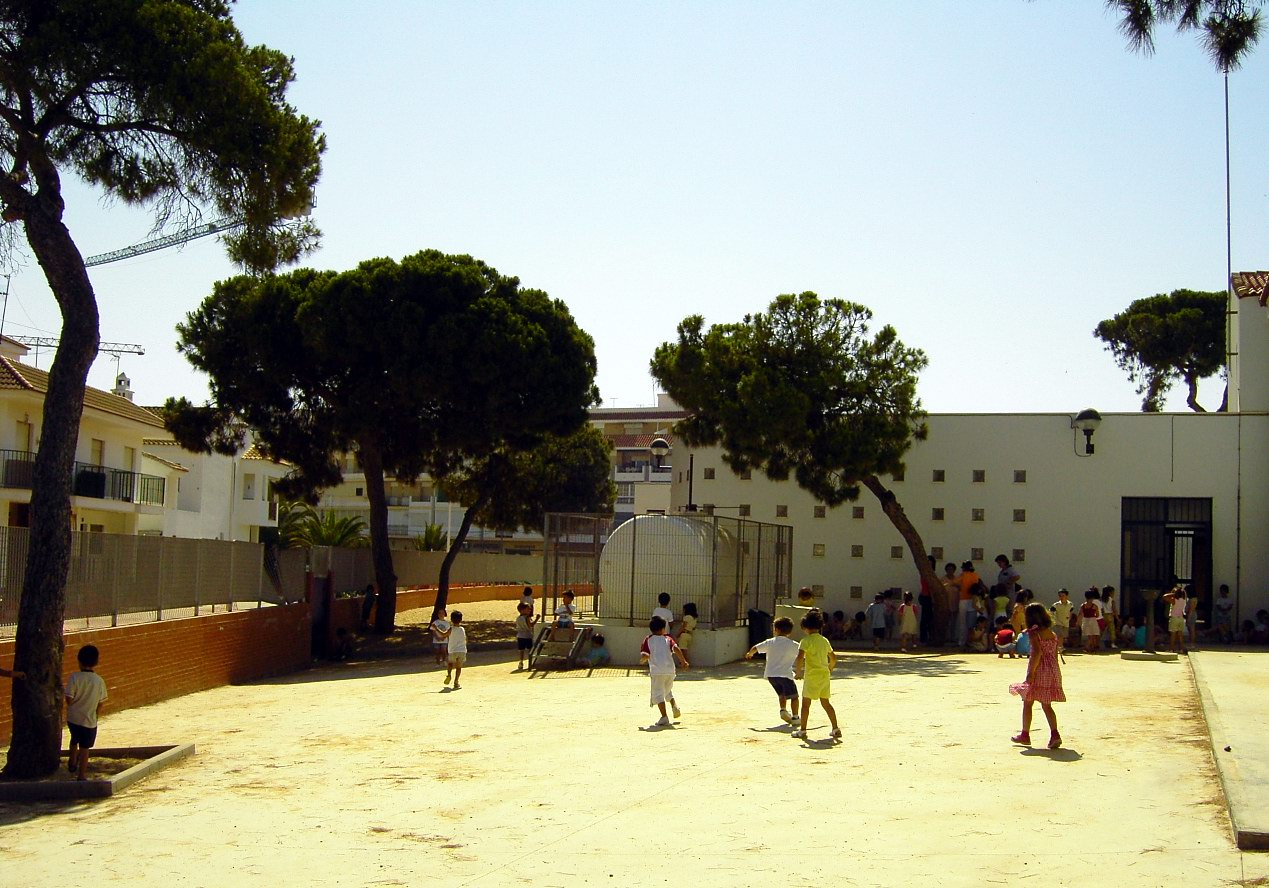
CEIP Virgen del Carmen de Punta Umbría (Huelva). El patio de recreo se considera un espacio educativo más.

La educación infantil se concibe hoy en día como una tarea compartida entre familias y centro educativo. Las relaciones entre la familia del niño y el profesorado de Educación Infantil son esenciales a lo largo de toda esta etapa. Por ello, la legislación prevé como esencial la programación y planificación de este tipo de relaciones. Desde los planteamientos pedagógicos de esta etapa educativa se propone avanzar hacia una educación compartida o conjunta entre el profesorado y la familia del alumno.
Algunos de los medios de participación más comunes son: las AMPAS (Asociaciones de Madres y Padres de Alumnos), las Escuela de padres y madres, las reuniones (formales y no formales) o la participación en diferentes actividades escolares como pueden ser los talleres o día del alumno (protagonista de la semana).
Lo que sí es fundamental es la comunicación entre familias y profesorado, ya que han de intercambiar una serie de información acerca del alumno de manera bidireccional. Además, es muy importante que exista una coordinación entre ambos, sobre todo a la hora de trabajar ciertos aspectos con los niños como puede ser la autonomía, la forma de tratar las rabietas, etc.

## Críticas a la educación infantil en España
La aplicación de las sucesivas políticas educativas infantiles en España está siendo bastante criticada, véase, por ejemplo, las conclusiones del estudio El estado de la Educación Infantil en España. La opinión de los maestros y educadores infantiles, donde se reconocen a la luz de las respuestas ofrecidas por los profesionales de esta etapa, los notables progresos que se han efectuado con respecto a la consideración y la configuración de la etapa de Educación Infantil todavía le queda un largo tramo, tanto desde el punto de vista legislativo como también conceptual.
No obstante, también hay fuentes que señalan que la inversión en educación en esta etapa tiene un mayor retorno en términos de equidad educativa con respecto a las posteriores con el objetivo de reducir las desigualdades educativas. Esto ha abierto un debate sobre los retos urgentes de la Educación Infantil en España.